# Litorhina bechuana
Litorhina bechuana är en tvåvingeart som först beskrevs av Hesse 1936.  Litorhina bechuana ingår i släktet Litorhina och familjen svävflugor. Inga underarter finns listade i Catalogue of Life.